# Digitalna knjižnica Slovenije
Digitalna knjižnica Slovenije je spletni informacijski portal za upravljanje z znanjem, preko katerega je omogočen dostop do digitaliziranega znanja in kulturnih zakladov. Ponuja prosto iskanje po virih in brezplačen dostop do digitalnih vsebin - revij, knjig, rokopisov, zemljevidov, fotografij, glasbe in priročnikov.

## Zgodovina
Digitalna knjižnica Slovenije deluje v okviru Narodne in univerzitetne knjižnice Slovenije (NUK). Strateška izhodišča za njeno zasnovo najdemo predvsem v Strategiji Republike Slovenije v informacijski družbi, v Resoluciji o nacionalnem programu za kulturo 2004-2007 ter v mnogih dokumentih in pobudah Evropske unije, v katerih so definirani pomen ter smernice nadaljnjega razvoja proti odprti, razviti in predvsem splošno dostopni družbi znanja. Digitalna knjižnica Slovenije je tudi del Evropske knjižnice, skupnega projekta evropskih nacionalnih knjižnic.
Kot odgovor na opisane izzive je NUK pristopil k izdelavi spletnega informacijskega potrala, ki bo zagotavljal enakopraven in brezplačen dostop do relevantnih informacij, neodvisno od lokacije uporabnika, in ki bo obenem deloval kot podpora učenju, znanstvenoraziskovalnemu delu, kulturnemu razvoju in razvoju nacionalne identitete tudi v virtualnem okolju. Digitalna knjižnica Slovenije je bila javnosti prvič predstavljena novembra leta 2005.

## Tehnični vidiki
Portal Digitalne knjižnice Slovenije pridobi podatke o publikacijah bodisi neposredno z uporabo servisa Z39.50, s pomočjo katerega dostopa do knjižničnega kataloga, bodisi kot enega od rezultatov pri procesu digitalizacije gradiva. Osnova za opis metapodatkov je standard Dublin Core (DC), ki predlaga nabor 15 osnovnih elementov za opisovanje digitalnih objektov, ki pa jih je mogoče poljubno razširiti z uporabo razširjene sheme DC.
Zajem podatkov poteka preko protokola HTTP in se začne z zahtevo na strežnik OAI-PMH, ki omogoča uvoz in posredovanje podatkov iz praktično vseh obstoječih metapodatkovnih shem. Strežnik nato vrne rezultat v eni od vnaprej določenih oblik v formatu XML. Ker so podatkovne zbirke z vidika prenosa preko spleta lahko ogromne in bi izgradnja ter prenašanje velikih datotek XML lahko predolgo trajala, se prenos zbirke razbije v poljubno število nizov.
Poleg posredovanja podatkov o gradivu v centralni indeks nekega ponudnika informacij oziroma nekemu spletnemu servisu, se nacionalnim knjižnicam, arhivom, ostalim depozitarnim enotam in drugim lastnikom elektronskih vsebin pogosto pojavlja vprašanje trajne sledljivosti objavljenih elektronskih dokumentov. Dostopnost člankov (npr. kot viru referenciranja) je namreč treba zagotoviti ne glede na dejstvo, da se dokumentu  Uniform Resource Identifier (URI) lahko (tudi pogosto) spremeni. Eden od najbolj razširjenih mednarodnih prijemov, ki omogoča sledljivost digitalnih vsebin ne glede na spremenljivost spletnega nahajališča, je uporaba servisa DOI (Digital Object Identifier). Drugo rešitev, ki jo je možno implementirati na lokalnem nivoju, pa se imenuje URN (Uniform Resouce Name). Medtem, ko DOI upravlja organizacija International DOI Foundation (IDF), uporaba identifikatorja DOI pa je plačljiva storitev, predstavlja URN rešitev, ki jo je moč razviti in uporabljati brezplačno. V primeru Digitalne knjižnice Slovenije je za realizacijo poskrbela NUK. Načelo delovanja in uporabe označbe URN zapisa je precej podoben označevalcu DOT Glavni funkciji sistema sta dve: generator URN – servis, ki določa enoznačni apis URN vsakemu objektu ter resolver URN – prevajalec ali interpreter, ki dani zapis URN poveže z digitalnim objektom. Pogoj za uporabo sistema je kvalificiran zapis o objektu v vnaprej določenem formatu, ki ga generator URN sprejme, ter mu doda ključ URN.

## Vsebine
Digitalna knjižnica Slovenije nudi dostop do publikacij, ki so izšle na spletu, ter do digitaliziranega gradiva, objavljenega na klasičnih nosilcih. Preko enotnega dostopa in možnostjo križnega iskanja na enem mestu združuje zbirke zelo raznolikih gradiv. Iskanje po zbirkah je možno po bibliografskih podatkih (avtor, naslov, datum izdaje, vsebina, vrsta gradiva, ...), pri besedilnem gradivu pa tudi po celotnem besedilu (OCR).
Zbirke, dostopne preko portala dLib.si, so trenutno: 
- Znanstveni in strokovni članki: V zbirko znanstvenih člankov je vključenih več kot 3000 člankov iz mnogih mednarodno priznanih strokovnih in znanstvenih revij.
- Članki: Zbirka člankov uporabnikom omogoča listanje po nekaterih starejših časopisih, ki so v slovenskem prostoru pustili svoj pečat (Kmetijske in rokodelske novice, Ljubljanski zvon, Dom in svet, Novi akordi, Slovenski gospodar, Sodobnost, Štajerc, Nova muzika in Kronika slovenskih mest).
- Fotografije: Fotografije pesnikov Aškerca, Kajuha, Prešernove hčere Ernestine Jelovšek, senatorjev Dravske banovine in mnogih drugih, tu so tudi razglednice z Jurijem Vego, Francetom Prešernom, staro Ljubljano; karikature Maksima Gasparija in Hinka Smrekarja; reprodukcije Cankarjevih risb in rokopisov, ... vse skupaj več kot 10.500 enot.
- Knjige: Zbirka obsega knjige od 1830 pa vse do danes. Na ogled so dragocenosti slovenske moderne, kot so Cankarjeva Erotika, Nina, Hlapci; Kettejeve Poezije; Murnove Pesmi in romance. Zbirka obsega tudi veliko število knjig iz 19. stoletja, med katerimi so tako stara nabožna besedila in šolska čtiva.
- Plakati: Zbirka plakatov vključuje reklamne, propagandne, filmske in vojne plakate, ter številne politične plakate, pri oblikovanju katerih sta sodelovala tudi Maksim Gaspari (za koroški plebiscit leta 1920) in Ive Šubic (po 2. svetovni vojni). Skupaj jih je objavljenih skoraj 4.000.
- Notno gradivo: V več kot 1.000 zapisih se najde dela bratov Ipavcev, Danila Fajglja, Rista Savina, Stanka Premrla, Emila Adamiča, Slavka Osterca, Marija Kogoja in drugih; objavljene so uglasbitve slovenskih narodnih pesmi, pesmi iz prelomnih trenutkov zgodovine (Sokolska koračnica) ter tudi ena prvih uglasbitev Prešernove Zdravice.
- Visokošolska dela: Prosti dostop do celotnih besedil strokovnih nalog z različnih področij – od bibliotekarstva do naravoslovja.
- Zemljevidi: V izboru starih zemljevidov se najde znanega Petra Kozlerja z njegovim Zemljovidom slovenske dežele in pokrajin, Valvazorja z zemljevidi Kranjske in ostale, vse tja do Sebastiana Münstra, ki prikaže današnje slovensko ozemlje v 16. stoletju.
- Zvočni zapisi: Posnetki posameznih solistov in ansamblov, ki segajo tja v začetek 20. stoletja. Zaradi redkosti in nedostopnosti velja izpostaviti vojaško godbo dravske divizije s skladbo Pozdrav gorenjski, prav tako bo Žabjo svatbo, katere besedilo je prispeval Josip Stritar. Poleg omenjenih je tu še kopica narodnih pesmi (Zagorski zvonovi, Kadar noš ti vandrat šel...) in drugih skladb.